# Голям Иран
Големият Иран (на персийски: ایران بزرگ – Iran-e bozorg, на персийски: ایرانزمین – Iranzamin), Велик Иран или Ирански културен континент, е исторически регион, който е силно повлиян от иранската култура още от древността. Заема територията на съвременния Иран, кавказките републики, част от Централна Азия, Афганистан и Пакистан.
Идеята за Велик Иран е с културно-исторически характер и не съответства на съвременните политически граници. Голям Иран добива очертанията си през 3 век заедно с културната експанзия на персийските Сасаниди с тяхната фарсовска империя, за която претендирали, че е реминисценция на Ахеменидската. 